# Гарсия, Сантьяго (аргентинский футболист)
Сантья́го Гарси́я (исп. Santiago García; 8 июля 1988, Росарио) — аргентинский футболист, левый защитник клуба «Альянса Лима».

## Биография
Сантьяго Гарсия начал карьеру в клубе из родного города, «Росарио Сентраль». Он дебютировал в основном составе 19 октября 2008 года в игре с «Химнасией и Эсгримой», в которой его команда уступила 0:1. Этот матч стал единственным в сезоне 2009. В 2010 году футболист сыграл в 13 матчах, но не смог спасти команду от вылета во второй аргентинский дивизион. По окончании сезона в его услугах заинтересовались несколько европейских клубов.
16 июля 2010 года Гарсия перешёл в итальянский клуб «Палермо», подписав контракт на 5 лет с ежегодной заработной платой в 450 тыс. евро. Сумма трансфера составила 1,6 млн евро, по другим — 1,2 млн долларов (900 тыс. евро).

Первые контакты с руководством «Палермо» датируются весной, именно тогда я впервые узнал о существовании этого клуба. Теперь я знаю, что прибыл в отличную команду, которая в прошлом сезоне прекрасно выступила в итальянском чемпионате и пробилась в Лигу Европы. Я предпочитаю играть на позиции крайнего защитника, такую же роль в сицилийской команде играет Бальцаретти, являющийся важным игроком для розанеро, но я сделаю все возможное, чтобы попытаться пробиться в основу. Палермо — очень красивый город, и я вместе со своей семьей очень доволен этим выбором.

30 сентября футболист дебютировал в составе клуба в матче Лиги Европы со швейцарской «Лозанной», заменив Федерико Бальцаретти.
19 июля 2011 года стало известно, что аргентинский игрок отправится в «Новару» на правах аренды. Соглашение предусматривало возможность выкупа футболиста из «Палермо». Аргентинец дебютировал в новой команде 23 октября в игре с «Удинезе», в которой его клуб потерпел поражение со счётом 0:3. Всего же в Серии А он сыграл в том сезоне 21 встречу. 13 мая 2012 года, в своей последней игре за «Новару», Гарсия сумел забить гол в ворота «Милана», однако это не помогло бело-голубым избежать поражения в том матче. Кроме того, в сезоне 2011/12 «Новара» финишировала на предпоследней строчке в турнирной таблице и вылетела в Серию B. После окончания аренды футболист вернулся в «Палермо».
Летом 2013 года Гарсия перешёл в чилийский клуб «Рейнджерс» и сразу же был отдан в годичную аренду бременскому «Вердеру» за 500 тыс. евро. Сделка предусматривала возможность выкупа контракта, которой немецкий клуб воспользовался в апреле 2014 года, подписав с Гарсией трёхлетний контракт.